# Riedhausen
Riedhausen – gmina w Niemczech, w kraju związkowym Badenia-Wirtembergia, w rejencji Tybinga, w regionie Bodensee-Oberschwaben, w powiecie Ravensburg, wchodzi w skład związku gmin Gemeindeverwaltungsverband Altshausen.
Od 1972 gmina należy do związku gmin Altshausen.